# Station Beuvry-les-Orchies
Station Beuvry-la-Forêt is een voormalig spoorwegstation in de Franse gemeente Beuvry-la-Forêt. Het station lag aan de spoorlijn Somain - Halluin, maar is sinds 1950 gesloten.

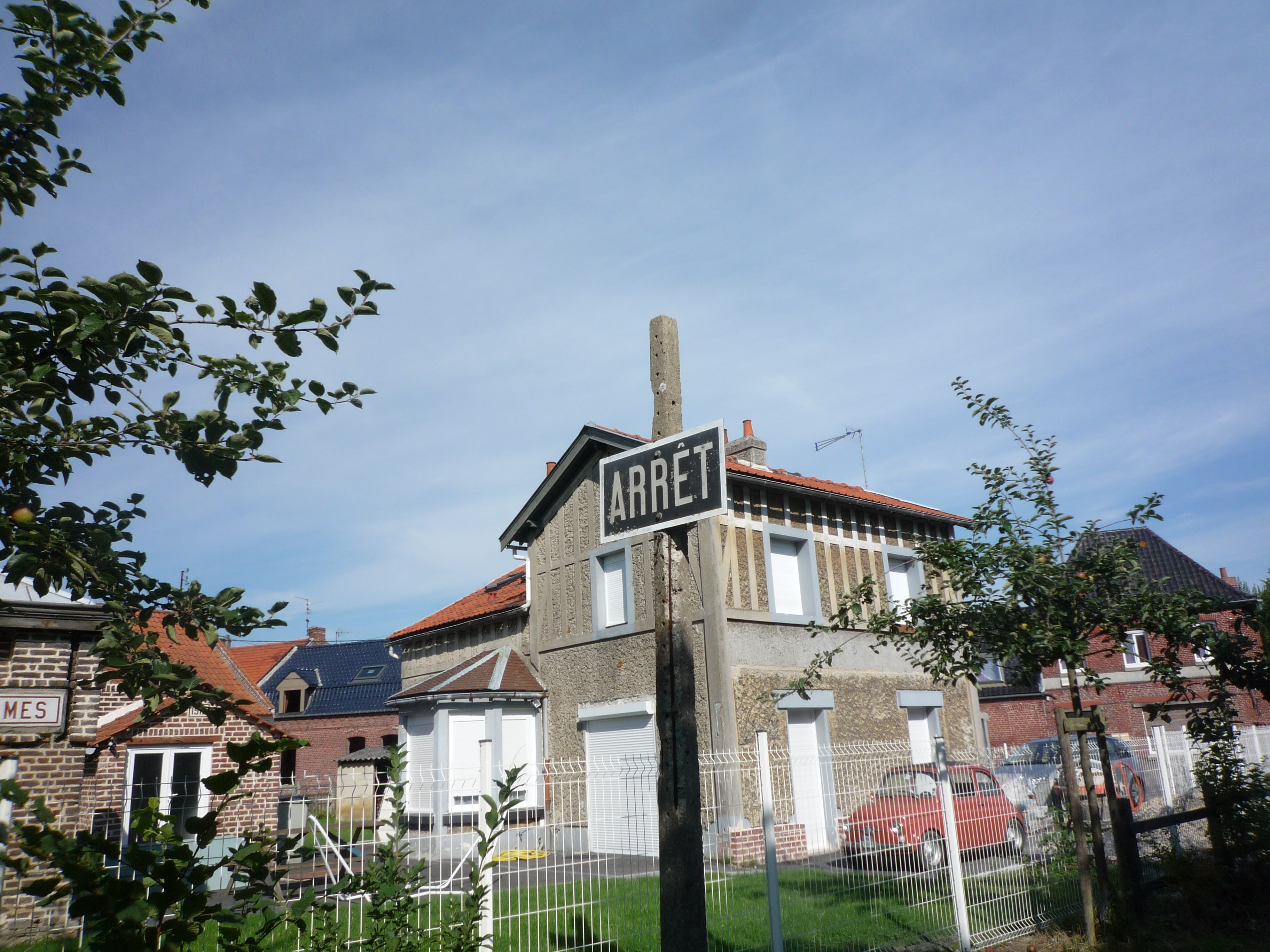
Voormalig station